# Virgilio Savona
Antonio Virgilio Savona (Palermo, 21 dicembre 1919 – Milano, 27 agosto 2009) è stato un cantante, compositore, produttore discografico, arrangiatore, musicologo e scrittore italiano.
Membro dal 1941 del Quartetto Cetra, di cui compose buona parte delle musiche e degli arrangiamenti, era il marito di Lucia Mannucci, altra storica componente del gruppo, nel quale entrò nel 1947.
Oltre all'attività nei Cetra, scrisse colonne sonore e compose musiche originali per spettacoli televisivi come, tra gli altri, Studio Uno e Biblioteca di Studio Uno.
Fondò nel 1969 I Dischi dello Zodiaco, etichetta orientata alla ricerca musicale popolare e pedagogica, curando in prima persona la pubblicazione di lavori come Sexus et politica di Giorgio Gaber, Filastrocche in cielo e in terra su testi di Gianni Rodari messe in musica dallo stesso Savona con Lucia Mannucci, Piccolo cabaret teologico-politico, erotico & sentimentale di Michele L. Straniero e altri.
Fu anche scrittore e saggista: in collaborazione con il citato Straniero pubblicò per Garzanti opere di cultura popolare come Canti dell'emigrazione e Canti dell'Italia fascista e conobbe anche un passaggio nella musica classica quando, su commissione di Luciano Berio, musicò una serie di poesie di Gianni Rodari, L'opera delle filastrocche, nel 1982.
La sua esperienza nel Quartetto Cetra terminò con lo scioglimento del gruppo nel 1990 a seguito della morte di Tata Giacobetti, il più giovane dei quattro membri, morto nel 1988, e di quella di Felice Chiusano, nel 1990. Morì nel 2009, tre anni prima di sua moglie.

## Biografia
Virgilio Savona nacque il 21 dicembre 1919 a Palermo, anche se, come da prassi all'epoca, per ritardare la chiamata alle armi, fu registrato formalmente all'anagrafe il 1º gennaio 1920.
La carriera artistica di Savona iniziò molto presto. Nel 1926, a sei anni, iniziò a studiare musica sotto la guida della professoressa Renata Paroni. Due anni dopo entrò in un coro e a dieci anni esordì alla radio, suonando un brano al pianoforte nel programma Il Giornalino del Fanciullo.
Terminato il ginnasio, Savona s'iscrisse al Conservatorio di Santa Cecilia a Roma, dove, ammesso al 6º anno, studiò pianoforte nella classe del M° Renzo Silvestri, avendo come compagno di corso Franco Mannino.
Dal 1939 al 1941 collaborò con varie testate giornalistiche (Giornale dello Spettacolo, Il Corriere Cinematografico, L'Eco del Cinema e altre) scrivendo recensioni e articoli polemici sulla musica, il teatro e il cinema.
Compì il servizio militare al corso allievi sottufficiali di Campobasso nel 1942.

### Il Quartetto Cetra
Nel 1940, in occasione di uno spettacolo goliardico organizzato da Age presso il "Teatro Valle" di Roma, conobbe i componenti del Quartetto Egie. Prima fu loro maestro di musica, poi, alcuni mesi dopo, entrò nel gruppo in sostituzione di Iacopo Jacomelli. Da quel momento la formazione prese il nome di Quartetto Cetra.
Il 19 agosto 1944 sposò a Milano la cantante Lucia Mannucci e, nel 1946, nacque un figlio, Carlo. Nel 1947 Lucia Mannucci entrò a far parte del Quartetto Cetra in sostituzione di Enrico De Angelis. Nel 1952 la coppia partecipò al doppiaggio del film Il favoloso Andersen.

Virgilio Savona e Isabella Biagini fotografati durante una pausa delle riprese sul set di Non cantare, spara

Tra i componenti del Quartetto Cetra, Savona era conosciuto con il soprannome "quello con gli occhiali" (essendo effettivamente l'unico dei quattro a portare gli occhiali); nel gruppo, oltre a cantare, fu compositore ed arrangiatore delle musiche che accompagnavano i testi scritti da Tata Giacobetti. Dalla collaborazione quarantennale tra Giacobetti e Savona nacquero centinaia di celebri canzoni del Quartetto Cetra.
Savona fu anche autore delle musiche e sceneggiatore per programmi radiofonici e televisivi, spettacoli teatrali e film. Negli anni 1970 fu molto attivo come pianista, direttore d'orchestra, arrangiatore, produttore.
Dalla fine degli anni sessanta svolse anche un'articolata attività di ricerca nel canto popolare, pubblicando (spesso in tandem con Michele L. Straniero) diversi libri sui repertori tradizionali italiani, e seguendo la collana I Dischi Dello Zodiaco, etichetta fondata – in seno alla Vedette – da Armando Sciascia.
Partecipò allo Zecchino d'Oro nel 1965 scrivendo Se fossi un marziano e nel 1996 scrivendo Filastrocca dei fumetti.

### Il periodo "impegnato"
Tra le sue svariate collaborazioni si ricorda l'album Sexus et politica del 1970, con brani scritti per Giorgio Gaber che riprendevano testi di vari poeti latini tra cui Ovidio.
Nello stesso periodo in cui nascevano i cantautori, scrisse numerose canzoni molto diverse da quelle del suo repertorio, meno famose ma impegnate sul fronte politico e ideale, ad esempio Angela, dedicata all'attivista afroamericana comunista Angela Davis, detenuta ingiustamente in quegli anni.
La canzone fu scritta da Tata Giacobetti e Virgilio Savona e incisa dal Quartetto Cetra.
Nel 1971 il Quartetto condusse il programma Stasera sì, con la direzione musicale di Mario Bertolazzi; nel corso della puntata del 7 novembre il Quartetto presentò Angela, e il giorno dopo Felice Chiusano ricevette da uno sconosciuto un messaggio: "Dica al suo collega Savona di non fare il gradasso sul palcoscenico e di lasciar perdere la politica, di cantare Nella vecchia fattoria e di smetterla di sfruculiare con Angela Davis e tutto il resto... queste sono cose delicate, mi sono spiegato?".
Chiusano raccontò l'episodio a Savona, che ne trasse ispirazione per comporre l'ironica canzone Sono cose delicate.
Nel 1972 pubblicò un album di canzoni sue (testo e musica) intitolato È lunga la strada, che rivelava nuovamente un Virgilio Savona assai diverso da quello televisivo, edulcorato, anima dell'orecchiabile e ironico Quartetto Cetra. Nel brano Il testamento del parroco Meslier riprende l'incredibile testo - uno dei più violenti e lucidi atti d'accusa contro l'Ancien Régime e la religione cristiana (considerata il puntello della tirannide) - scritto dal prete francese materialista, ateo, protocomunista e rivoluzionario Jean Meslier (1664-1729). Nel brano intitolato La merda cerca invece ironicamente di riabilitare il simpatico e naturale prodotto corporeo, a suo dire ingiustamente associato, con intenti denigratori, a cose e persone di gran lunga peggiori di esso. Entrambi i brani, poco diffusi e raramente passati nella tv dell'epoca, sono reperibili su YouTube. Con Lucia Mannucci forma anche un altro gruppo: Lucia e Virgilio.

### L'Opera delle Filastrocche
Nel 1982 Luciano Berio commissionò a Virgilio Savona un'opera per ragazzi da rappresentare nella stagione del Maggio Musicale Fiorentino. Nacque così L'opera delle filastrocche, per solisti, coro e orchestra sinfonica, per la quale Savona scelse di musicare dei testi di Gianni Rodari, per la maggior parte selezionati dalla raccolta Filastrocche lunghe e corte. In questi testi la protagonista è la vita di tutti i giorni, narrata attraverso scorci di città, stagioni, personaggi, talvolta realistici e talvolta immaginari, ma sempre attenti a sottolineare con leggerezza , il rispetto per gli altri, l’importanza della sincerità, il valore del lavoro e la necessità della pace, temi cari all’autore.
Per quanto riguarda l'approccio compositivo (Savona scrisse personalmente l'orchestrazione dell'intera partitura), l'autore disse in un'intervista: "“Ho voluto costruire una musica piana e semplice, spesso sulla scia di moduli tipicamente popolareschi con scansioni ritmiche ben marcate e usando l’accortezza di evitare inutili virtuosismi vocali o strumentali. Soltanto qua e là, rispettando il percorso della poesia di Rodari, ho inserito momenti di pensoso raccoglimento, di palpitazione espressiva o di concitazione drammatica. È nata così questa Opera delle Filastrocche che risulta essere nel suo insieme, malgrado i due antichissimi specchi dell’umanità che di tanto in tanto vi fanno apparizione, un miracolo di ottimismo”.
L'opera fu rappresentata al Teatro della Pergola di Firenze e in molti teatri d’Italia ottenendo sempre ampio consenso.

### Gli ultimi anni
Si dedicò inoltre all'attività di produttore discografico, scoprendo artisti come Jemima, di cui produsse l'album Un nome, un senso e Dania Colombo, con cui collaborò per l'album Son sempre io la donna.

Nel 1990 contribuì con altri autori alla realizzazione dell'Enciclopedia della canzone italiana, pubblicato dalle edizioni Curcio. Nel 1991 scrisse il libro autobiografico Gli indimenticabili Cetra, pubblicato da Sperling & Kupfer nella collana Supersound. Tre anni dopo fu uno dei redattori dell'enciclopedia Canzoni Italiane, pubblicata dalla Fratelli Fabbri Editori. Nel 2000, nell'ambito del Premio Pippo Barzizza, gli fu assegnato il "Trofeo alla carriera" in qualità di arrangiatore e compositore. Nel 2004 curò la raccolta Frusciati con brio, composta da 57 vecchie registrazioni del Quartetto Cetra. Nel 2007 pubblicò con la moglie Lucia Mannucci l'album Capricci, registrazioni di canzoni inedite, realizzate in casa.

Morì il 27 agosto 2009, circa quattro mesi prima del suo novantesimo compleanno, presso l'ospedale Fatebenefratelli di Milano, dove era stato ricoverato per complicazioni dovute alla malattia di Parkinson, di cui soffriva da anni.

A cura del Comune di Milano il 31 agosto fu allestita nel foyer del Teatro Dal Verme una camera ardente per consentire alla cittadinanza di rendergli l'ultimo saluto. Al termine della cerimonia laica, la salma fu avviata alla cremazione.

## Discografia da solista

### Album
- 1969 – Pianeta pericoloso (I Dischi dello Zodiaco, VPA 8100; con Corrado Pani)
- 1970 – Cantilene, filastrocche e ninne nanne (I Dischi dello Zodiaco, VPA 8092; con Lucia Mannucci)
- 1972 – È lunga la strada (I Dischi dello Zodiaco, VPA 8163)
- 1972 – Filastrocche in cielo e in terra (I Dischi dello Zodiaco, VPA 8170; con Lucia Mannucci)
- 1973 – Alla fiera de Mastr'André (I Dischi dello Zodiaco, VPA 8176; con Lucia Mannucci)
- 1977 – Canzoni da battello (Del Settecento veneziano) (Divergo, 5335 513; con Lucia Mannucci)
- 1979 – Un asinello di nome Platèro (I Dischi dello Zodiaco, VPA 8438; con Lucia Mannucci)
- 1996 – Una storia infinita (CD Ricordi; composizioni di musica strumentale)
- 2005 – Cose delicate (Amiata Records; compilation)

## Varietà radiofonici Eiar
- Quel ramo del lago di Como, fantasia di Age, musiche di Virgilio Savona, orchestra Zeme, con la partecipazione di Mario Riva, Renato Cominetti, Rina Franchetti, Enrico De Angelis, trasmessa il 30 dicembre 1941

## Varietà radiofonico Rai
- Operazione Cicerone, avventura musicale di Antonio Amurri, musiche originali di Virgilio Savona, regia di Nino Meloni, trasmessa il 29 agosto 1955.
- Quaranta piani d'amore, varietà musicale in miniatura di Mario Brancacci, musiche di Virgilio Savona, orchestra Angelo Brigada, regia di Renzo Tarabusi, trasmessa il 8 luglio 1956.

## Filmografia parziale

### Attore
- Maracatumba... ma non è una rumba, regia di Edmondo Lozzi (1949)
- Ferragosto in bikini, regia di Marino Girolami (1960)
- La ragazza sotto il lenzuolo, regia di Marino Girolami (1961)
- Il microfono è vostro
- Cafè chantant
- L'incantevole nemica
- Non cantare spara

### Doppiatore
CINEMA
- Ray Bolger in Il mago di Oz (1ª Ed. 1949 - Parte Cantata)
- Danny Kaye in Il favoloso Andersen (Parte Cantata)

ANIMAZIONE
- Coro dei Corvi in Dumbo (Parte Cantata con il Quartetto Cetra)
- Parti Cantate con il Quartetto Cetra nei segmenti "I Testoni e i Cuticagna" e "Gianni di Feltro e Alice di Paglia" in Musica maestro
- Parti Cantate con il Quartetto Cetra nei segmenti "Little Toot" e "Pecos Bill" in Lo scrigno delle 7 perle
- Parti Cantate nei Caroselli di Calimero (Mira Lanza), Pallina (Cera Solex) con il Quartetto Cetra; doppiatore del Vigile Concilia.